# Холевиус, Иоганн Карл Лео
Иоганн Карл Лео Холевиус (нем. Karl Leo Cholevius; 11 марта 1814, Бартен, Восточная Пруссия (ныне Варминьско-Мазурское воеводство Польша) — 13 декабря 1878, Кёнигсберг) — немецкий историк литературы, педагог, профессор Кёнигсбергского университета.

## Биография
Сын торговца. С 1833 года изучал филологию и историю в Кёнигсбергском университете. Ученик Фридриха Вильгельма Шуберта. С 1839 года учительствовал в Кнайпхофской гимназии. В числе его учеников был Эрнст Александр Август Георг Вихерт.
В центре его исследований была немецкоязычная литература XVIII—XIX веков, Иоганн Готфрид Гердер, немецкая поэзия, немецкий роман XVII века и литература Восточной Пруссии.

## Избранные сочинения
- «Geschichte der deutschen Poesie nach ihren antiken Elementen» (Лпц., 1854—6),
- «Die bedeutendsten deutschen Romane des XVII Jahrhunderts, ein Beitrag zur Geschichie der deutschcu Litteratur» (1866),
- «Aesthetische un historische Einleitung nebst fortlaufender Erläuterung zu Goethe’s Hermann und Dorothea» (2 изд., Лпц., 1877),
- «Dispositionen und Materialien zu deutschen Aufsätzen» (т. 1, 10 изд., 1887, т. 2, 8 изд., 1888)
- «Praktische Anleitung zur Abfassung deutscher Aufsätze» (6 изд., 1893).